# Vasili Ciuikov
Vasili Ivanovici Ciuikov (în rusă Васи́лий Ива́нович Чуйко́в; n. 31 ianuarie/12 februarie 1900, Serebryanye Prudy⁠(d), Venyov Uyezd⁠(d), Gubernia Tula⁠(d), Imperiul Rus – d. 18 martie 1982, Moscova, RSFS Rusă, URSS) a fost un mareșal rus, dintre principalii comandanți militari sovietic din timpul celui de-al Doilea Război Mondial.

## Tinerețea
Ciuikov s-a născut într-o familie de țărani în regiunea Tula, la sud de Moscova ca cel de-al optulea copil din doisprezece copii, al cincilea din opt băieți. Toți cei opt băieți din familie s-au înrolat și au luptat în Războiul Civil Rus. La vârsta de doisprezece ani a părăsit școala și casa familială și s-a angajat într-o fabrică în St. Petersburg, unde se fabricau pinteni pentru ofițerii de cavalerie.

## Revoluția Rusă din 1917 și Războiul Civil Rus
În timpul frământărilor din Revoluția Rusă din 1917, Ciuikov și-a pierdut slujba. În același an un frate mai mare i-a aranjat să se înroleze în Armata Roșie.
În octombrie 1918 Ciuikov a fost trimis pe Frontul de sud ca secund la comanda unei companii să lupte împotriva Armatei Albilor În primăvara anului 1919 a devenit comandantul Regimentului 40 redenumit mai târziu Regimentul 43) ca parte a Armatei a 5-a, sub comanda lui Mihail Tuhacevski, împotriva armatei albilor, conduși de amiralul Aleksandr Kolceak în Siberia.
Ciuikov s-a distins în luptele din Războiul Civil Rus. În anii 1919-1920 a fost decorat de două ori, fiind rănit de patru ori. De la una dintre rănile inoperabile la braț de la o schijă din 1920 a paralizat parțial și nu și-a putut folosi temporar brațul. Această rană l-a afectat până la sfârșitul vieții și a provocat septicemie care s-a declanșat în 1981 și i-a provocat moartea.

## Perioada interbelică
În 1921 Ciuikov și-a părăsit regimentul și s-a înscris la Academia Militară Frunze, pe care a absolvit-o în 1925 cu rezultate excelente.
Ciuikov a fost invitat să mai rămână la Academia Militară Frunze încă un an pentru a studia limba și istoria chineză la Departamentul de Studii Orientale.
În toamna anului 1926, Ciuikov s-a alăturat unei delegații diplomatice sovietice care a vizitat Harbin, Changchun, Port Arthur, Dalian, Tianjin și Beijing, orașe din nord-estul și nordul Chinei. După ce și-a terminat studiile în toamna anului 1927, Ciuikov a fost trimis în China ca atașat militar. Ciuikov a călătorit mult în sudul Chinei și în Sichuan, a devenit fluent în vorbirea limbii chineze, câștigând astfel o înțelegere mai profundă a politicii și culturii chineze.
În 1929, în timpul Incidentului Feroviar de Est din China, Ciuikov a fost forțat să părăsească China după ce Uniunea Sovietică a rupt relațiile diplomatice cu Republica Chineză la 13 iulie. Ciuikov a fost repartizat la nou formata Armată Specială Steagul Roșu din Extremul Orient din Habarovsk și a lucrat la informații militare, raportând lui Vasili Bliuher, comandantul Armatei Orientului Îndepărtat.[5] Armata sovietică din Orientul Îndepărtat a învins Armata de nord-est a lui Zhang Xueliang, iar Chuikov a participat la negocieri care au restabilit controlul sovietic asupra Căii Ferate de Est din China.

## Al Doilea Război Mondial

#### Prima perioadă a Războiului, China și Războiul cu Finlanda
În timpul Invazia sovietică a Poloniei din 1939, Ciuikov a comandat Armata a 4-a Sovietică.
În Războiul ruso-finlandez din 1940 a comandat Armata a 9-a. Armata sa a fost înfrântă de Armata Finlandeză la Suomussalmi.

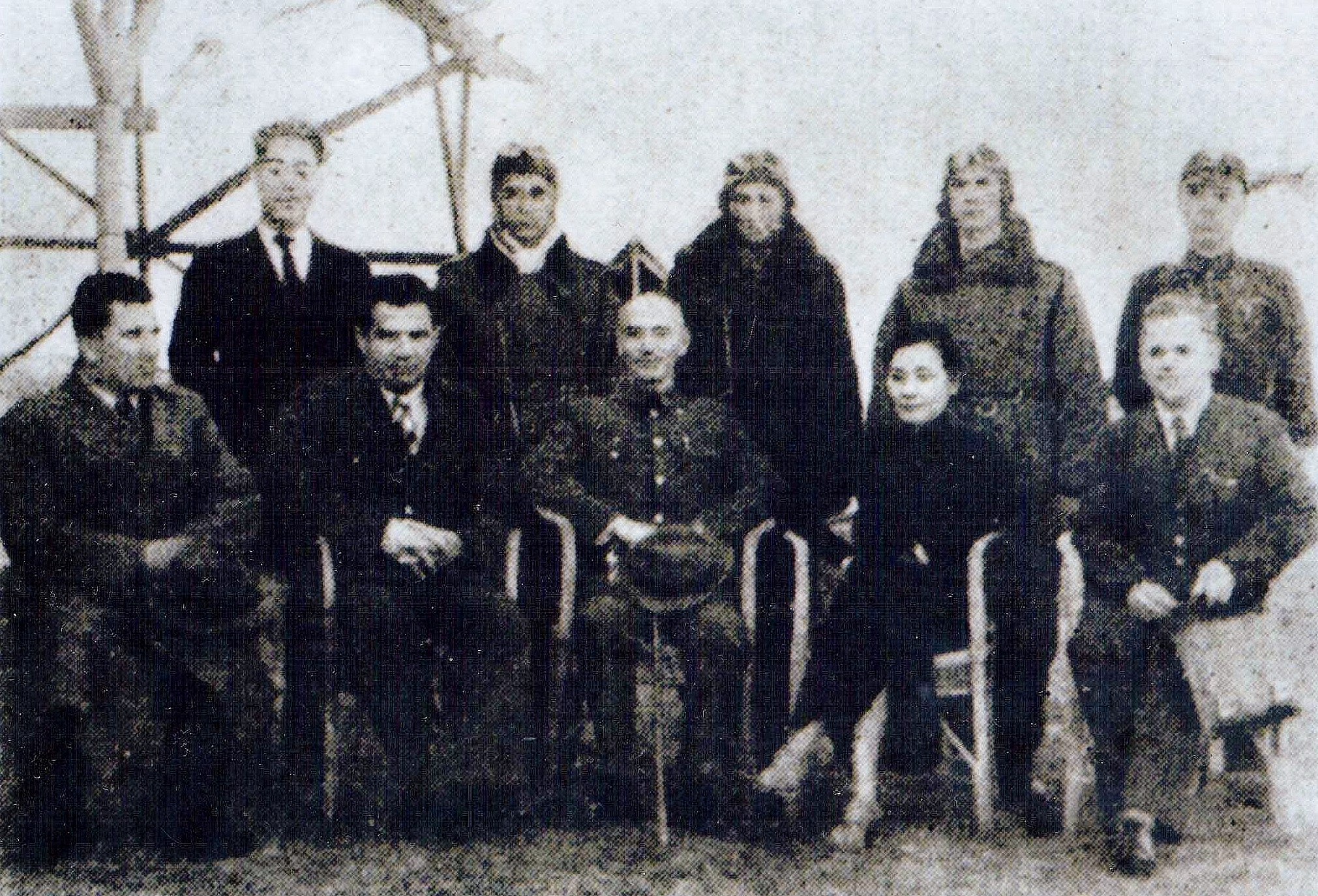
Ciuikov lângă Chiang Kai-shek, în calitate de consilier militar șef, 1941.

După înfrângerea suferită în luptele cu finlandezii fost trimis consilier militar în China la Ciang Kai-șek.
În decembrie 1940, Ciuikov a fost numit reprezentantul militar sovietic șef în Republica Chineză și consilier al generalului Chiang Kai-shek, liderul naționalist, la Chongqing. Înainte de plecarea sa în China, el a fost chemat să se întâlnească cu Iosif Stalin și Semion Timoșenko, care l-au instruit să se asigure că China rămâne în continuare angajată în războiul cu Japonia, astfel încât Japonia să nu poată ataca Uniunea Sovietică în Orientul Îndepărtat și să permită Uniunii Sovietice să se concentreze asupra amenințării germane din Europa.
Stalin i-a spus lui Ciuikov să acorde prioritate sprijinului naționaliștilor față de comuniștii chinezi, astfel încât să asigure unitatea chineză dintre comuniști conduși de Mao Zedong și naționaliști conduși de Chiang Kai-shek împotriva Japoniei. Ciuikov a sosit în China cu o cantitate mare de armament sovietic pentru Armata Naționalistă, inclusiv tancuri, artilerie, avioane de luptă și bombardiere și camioane.
În ianuarie 1941, când naționaliștii i-au atacat pe comuniști în incidentul Anhui de Sud, încălcând alianța, Ciuikov a fost criticat de Mao Zedong pentru că nu a reușit să oprească agresiunea lui Chiang împotriva comuniștilor chinezi.
Ciuikov a insistat că naționaliștii nu pot folosi armamentul sovietic împotriva comuniștilor, s-a întâlnit cu liderii comuniști Zhou Enlai și Ye Jianying, dar, în conformitate cu directivele lui Stalin, a continuat să susțină efortul de război naționalist împotriva Japoniei, chiar și după semnarea Pactului de neutralitate sovieto-japonez din aprilie 1941. În a doua bătălie de la Changsha din septembrie 1941, el l-a sfătuit pe Chiang să elibereze Changsha de sub asediul japonez atacând orașul strategic Yichang la aproximativ 400 km spre nord, iar strategia a reușit. În martie 1942, a fost rechemat în URSS, care până atunci a intrat în război cu Germania.
În mai 1942 Uniunea Sovietică și-a retras toți consilierii militari.

#### Stalingrad (1942–1943)

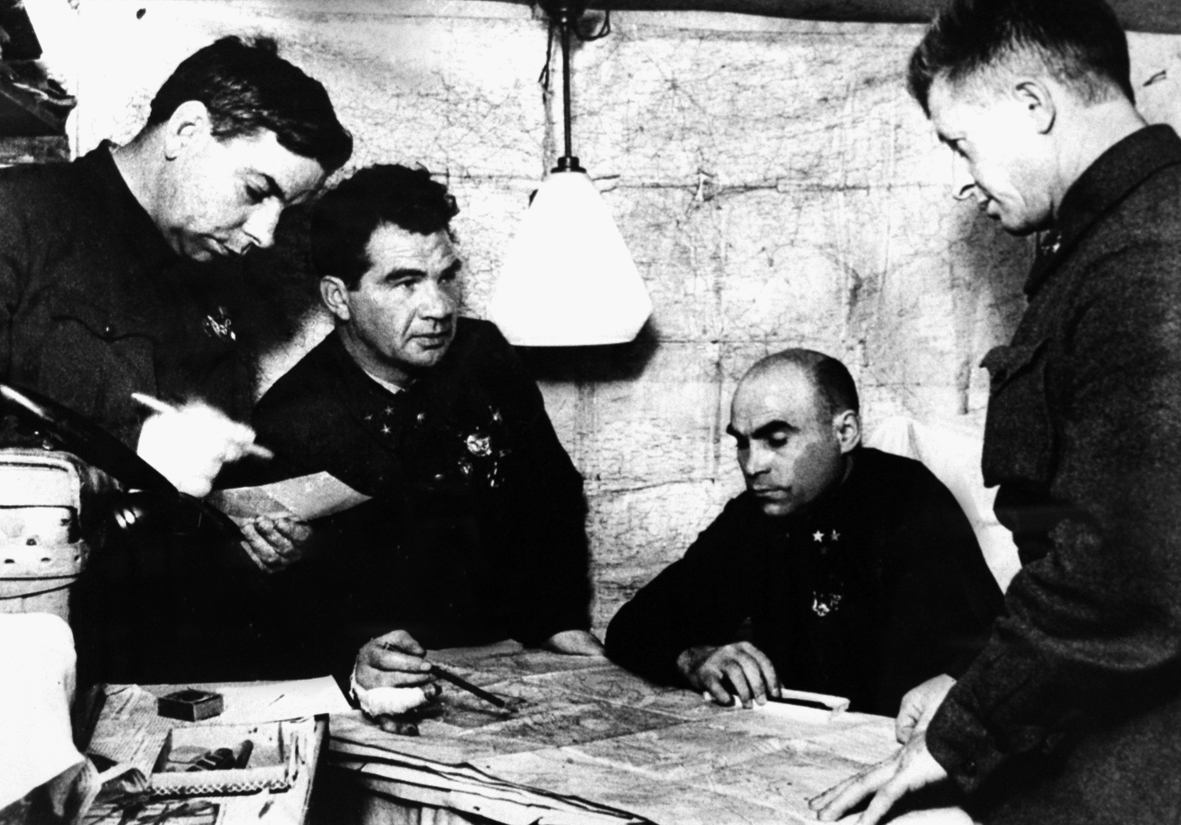
Ciuikov la comandamentul Armatei a 62-a la Stalingrad în decembrie 1942

La întoarcerea sa din Moscova Ciuikov a fost numit la comanda Armatei a 64-a pe malul vestic al Donului. Armata a 64-a a luat parte în luptele de retragere spre Stalingrad. Capacitatea generalului s-a putut observa deja aici, în modul în care a fost capabil să pună în practică studiile sale făcute asupra tacticii de luptă a Wehrmacht-ului pe care le-a făcut departe de front, în China. Astfel el a putut identifica punctele slabe ale tacticii germane și s-a gândit la modul în care le poate exploata pe acestea. Studiind relația dintre trupele terestre și Luftwaffe, Ciuikov a tras concluzia că Luftwaffe era chemat să să intervină în lupta de fiecare dată când germanii pregăteau un atac sau încercau să disperseze concentrația de trupe sovietice din zonă.
La scurt timp înainte de începerea Bătăliei de la Stalingrad, Ciuikov a fost chemat la comandamentului frontului (grupului de armată), unde generalul Eremenko și comisarul politic Hrusciov i-au comunicat că din motiv de defetism l-au destituit pe generalul Lopatin de la comanda Armatei a 62-a pentru că acesta susținea că nu mai poate apăra Stalingradul în lupta inumană cu germanii, și i-au oferit comanda armatei lui Ciuikov.
Armata a 62-a avea sarcina să apere însuși Stalingradul, având în flancul sudic Armata a 64-a.
Aici, la Stalingrad a dezvoltat Ciuikov tactica de „îmbrățișare a inamicului", conform căreia soldații sovietici insuficient înarmați se aflau atât de aproape de inamic, încât anihilau avantajele acesteia privind superioritatea armamentului de care dispunea Wehrmacht, încercând să folosească artileria sovietică de la rază mică de acțiune și lupta corp la corp, în care sovieticii erau mai experimentați.
Astfel germanii nu puteau să atace cu bombardiere Stuka (Junkers Ju 87) fără să pună în pericol propriile trupe, unitățile de panzere nu puteau fi desfășurate, dar puteau fi atacate cu cocktailuri Molotov.,

#### După Stalingrad
După apărarea eroică a Stalingradului, Ciuikov în fruntea unității au început marșul spre Berlin. A participat la eliberarea Donbas-ului, lichidarea capului de pod german de la Zaporijea, a luat parte la ofensiva de la Nikopolie Krivi-Rih și eliberarea Odessei. În 1944 el a luptat în vestul Belarusului și în Polonia.
În 1945 a luat parte la Operațiunea Vistula-Oder și Bătălia de la Berlin.

## După Război
A fost comandantul trupelor sovietice din Germania, mai târziu s-a mutat la comanda trupelor din regiunea militară Kiev.
În martie 1955, prin decretul Președintelui Sovietului Suprem al URSS, Vasili Ciuikov a fost numit mareșal al Uniunii Sovietice.
Este singurul mareșal sovietic îngropat nu la Moscova, ci în Volgograd (fostul Stalingrad).
.